# ياري شورمان
ياري شورمان (بالهولندية: Jari Schuurman)‏ (22 فبراير 1997 بخوريكوم في هولندا - ) هو لاعب كرة قدم هولندي في مركز الوسط. لعب مع فيلم تو تيلبورغ.

## روابط خارجية
- ياري شورمان على موقع قاعدة بيانات كرة القدم.إي يو (الإنجليزية)
- ياري شورمان على موقع Soccerway.com (الإنجليزية)
- ياري شورمان على موقع عالم كرة القدم.نت (الإنجليزية)
- ياري شورمان على موقع AS.com (الإسبانية)